# Concepció Veray Cama
Concepció Veray Cama (Girona, 11 de maig de 1976) és una política catalana, diputada al Congrés dels Diputats en la X Legislatura. Actualment és patrona de la Fundació Joan Boscà, una entitat lligada al finançament de l'entitat espanyolista Societat Civil Catalana.
És filla del diputat al Parlament de Catalunya Jaume Veray Batlle. Ha treballat com a consultora de comunicació i ha estat presidenta de Nuevas Generaciones de la província de Girona (1999), secretària i després presidenta provincial del PP de Girona. A les eleccions municipals espanyoles de 2003, 2007 i 2011 fou elegida regidora de l'ajuntament de Girona.
A les eleccions generals espanyoles de 2011 també fou escollida diputada per Girona En juny fou nomenada portaveu del PP en la Comissió d'Habitatge. A les eleccions municipals de 2015 va obtenir l'única acta de regidor del PP a l'alcaldia de Girona.